# Linda Jansma
Linda Jansma (19 oktober 1967) is een Nederlandse schrijfster van thrillers.
Zij groeide op in Amsterdam, verhuisde op haar dertiende naar Almere maar trok zich in 2018 terug in een dorp in Friesland waar zij nu nog steeds woont. In 2009 stuurde zij haar manuscripten naar diverse uitgeverijen, waarna het niet lang duurde voordat ze in 2010 met haar eerste thriller Caleidoscoop debuteerde bij uitgeverij De Crime Compagnie (voorheen Verbum Crime). Met dit boek won ze de Schaduwprijs, de prijs voor het beste Nederlandstalige spannende debuut.
Naast de Schaduwprijs werd haar boek Schuilplaats verkozen tot Beste Vrouwenthriller 2013, en stond zij op de longlist van zowel de Gouden Strop als de Diamanten Kogel. Naast auteur is Linda Jansma ook tekstschrijfster en beoordeelt zij manuscripten.
Op 1 oktober 2015 maakte producent Incredible Film bekend dat regisseur Diederik van Rooijen het boek Verbroken zal gaan verfilmen.

## Prijzen en nominaties
- 2011 Winnaar Schaduwprijs 2011 met Caleidoscoop
- 2011 Longlist Gouden Strop met Caleidoscoop
- 2011 Nominatie Beste Vrouwenthriller met Caleidoscoop
- 2012 Nominatie Beste Vrouwenthriller met Tweestrijd
- 2013 Longlist Diamanten Kogel met Houvast
- 2014 Winnaar Beste Vrouwenthriller 2013 met Schuilplaats
- 2015 Longlist Diamanten Kogel met Verbroken